# Deuxième district congressionnel du Montana
Le 2e district congressionnel du Montana est un district qui a été réparti après le Recensement des États-Unis de 2020. Les premiers candidats se sont présentés aux élections de 2022 pour un siège au 118e Congrès des États-Unis.
Géographiquement, le district est le deuxième plus grand en termes de superficie, après le district at-large de l'Alaska, et le plus grand en termes de superficie dans les États-Unis contigus. C’est également le plus grand district des États-Unis à ne pas contenir un État entier.
De 1913 à 1993, le Montana détenait deux sièges au Congrès. De 1913 à 1919, ces sièges ont été élus at-large sur le même bulletin. Cependant, après 1919, l’État fut divisé en districts géographiques. Le 2e couvrait la partie orientale de l'État, y compris Billings, Glendive, Miles City et d'autres villes. Après 1993, le deuxième siège a été supprimé et le siège restant a été élu at-large.
Après la publication des résultats du Recensement des États-Unis de 2020, le Montana a retrouvé son 2e district du Congrès. Le 12 novembre 2021, la Commission de district et de répartition du Montana a approuvé une nouvelle carte du Congrès dans laquelle le 2e district du couvrirait la partie est du Montana, dans une configuration similaire à la carte de 1983-1993. Cependant, la capitale de l'État, Helena, qui se trouvait historiquement dans le 1er district, a été attirée dans le 2e district.
À l'exception de la ville d'Helena et de certaines régions amérindiennes comme le Comté de Big Horn et une partie du Comté de Blaine, un indicateur national de longue date, le district est puissamment Républicain. Dans l’ensemble, il s’agit de la troisième circonscription la plus républicaine de l’Ouest, avec un indice CPVI de R+16, et elle a voté pour Donald Trump avec près de 27 % lors de l’élection présidentielle de 2020.

## Historique de vote
| Année | Poste     | Résultats             |
| ----- | --------- | --------------------- |
| 2020  | President | Trump 62,2 % – 35,3 % |

## Liste des Représentants du district
| Membre                              | Parti       | Années                           | Congrès    | Histoire électorale |
| ----------------------------------- | ----------- | -------------------------------- | ---------- | --- |
| District établit le 4 mars 1919     |             |                                  |            | |
| Carl W. Riddick (en)                | Républicain | 4 mars 1919 - 3 mars 1923        | 66e , 67e  | Élu en 1918. Réélu en 1920. Retrait pour se présenter comme Sénateur des États-Unis.                                                                                               |
| Scott Leavitt (en)                  | Républicain | 4 mars 1923 - 3 mars 1933        | 68e - 72e  | Élu en 1922. Réélu en 1924. Réélu en 1926. Réélu en 1928. Réélu en 1930. Perd sa réélection.                                                                                       |
| Roy E. Ayers                        | Démocrate   | 4 mars 1933 - 3 janvier 1937     | 73e, 74e   | Élu en 1932. Réélu en 1934. Retrait pour se présenter comme Gouverneur du Montana.                                                                                                 |
| James F. O'Connor (en)              | Démocrate   | 3 janvier 1937 - 15 janvier 1945 | 75e - 79e  | Élu en 1936. Réélu en 1938. Réélu en 1940. Réélu en 1942. Réélu en 1944. Décès. |
| Vacant                              | Vacant      | 15 janvier 1945 - 5 juin 1945    | 79e        | |
| Wesley A. D'Ewart (en)              | Républicain | 5 juin 1945 - 3 janvier 1955     | 79e - 83e  | Élu pour terminer le mandat de O'Connor. Réélu en 1946. Réélu en 1948. Réélu en 1950. Réélu en 1952. Retrait pour se présenter comme Sénateur des États-Unis.                      |
| Orvin B. Fjare (en)                 | Républicain | 3 janvier 1955 - 3 janvier 1957  | 84e        | Élu en 1954. Perd sa réélection. |
| LeRoy H. Anderson (en)              | Démocrate   | 3 janvier 1957 - 3 janvier 1961  | 85e , 86e  | Élu en 1956. Réélu en 1958. Retrait pour se présenter comme Sénateur des États-Unis.                                                                                               |
| James F. Battin (en)                | Républicain | 3 janvier 1961 - 27 février 1969 | 87e - 91e  | Élu en 1960. Réélu en 1962. Réélu en 1964. Réélu en 1966. Réélu en 1968. Démissionne pour devenir Juge à la Court de District du Montana.                                          |
| Vacant                              | Vacant      | 27 février 1969 - 24 juin 1969   | 91e        | |
| John Melcher (en)                   | Démocrate   | 24 juin 1969 - 3 janvier 1977    | 91e - 94e  | Élu pour terminer le mandat de Battin. Réélu en 1970. Réélu en 1972. Réélu en 1974. Retrait pour se présenter comme Sénateur des États-Unis.                                       |
| Ron Marlenee (en)                   | Républicain | 3 janvier 1977 - 3 janvier 1993  | 95e - 102e | Élu en 1976. Réélu en 1978. Réélu en 1980. Réélu en 1982. Réélu en 1984. Réélu en 1986. Réélu en 1988. Réélu en 1990. Redécoupage vers le district at-large et perd sa réélection. |
| District supprimé le 3 janvier 1993 |             |                                  |            | |
| District rétablit le 3 janvier 2023 |             |                                  |            | |
| Matt Rosendale                      | Républicain | 3 janvier 2023 - 3 janvier 2025  | 118e       | Redécoupage depuis le district at-large et réélu en 2022. Retrait. |
| Troy Downing                        | Républicain | 3 janvier 2025 - en cours        | 119e       | Élu en 2024. |

## Résultats des récentes élections
Voici les résultats des dix derniers cycles électoraux dans le district.

### 2022
| Primaire Républicaine de 2022 du 2e district congressionnel du Montana | Primaire Républicaine de 2022 du 2e district congressionnel du Montana | Primaire Républicaine de 2022 du 2e district congressionnel du Montana | Primaire Républicaine de 2022 du 2e district congressionnel du Montana | Primaire Républicaine de 2022 du 2e district congressionnel du Montana |
| ---------------------------------------------------------------------- | ---------------------------------------------------------------------- | ---------------------------------------------------------------------- | ---------------------------------------------------------------------- | ---------------------------------------------------------------------- |
| Parti                                                                  | Parti                                                                  | Candidat                                                               | Votes                                                                  | %                                                                      |
|                                                                        | Républicain                                                            | Matt Rosendale (sortant)                                               | 73 453                                                                 | 75,7                                                                   |
|                                                                        | Républicain                                                            | Kyle Austin                                                            | 11 930                                                                 | 12,3                                                                   |
|                                                                        | Républicain                                                            | Charles A. Walking Child                                               | 5909                                                                   | 6,1                                                                    |
|                                                                        | Républicain                                                            | James Boyette                                                          | 5712                                                                   | 5,9                                                                    |

| Primaire Démocrate de 2022 du 2e district congressionnel du Montana | Primaire Démocrate de 2022 du 2e district congressionnel du Montana | Primaire Démocrate de 2022 du 2e district congressionnel du Montana | Primaire Démocrate de 2022 du 2e district congressionnel du Montana | Primaire Démocrate de 2022 du 2e district congressionnel du Montana |
| ------------------------------------------------------------------- | ------------------------------------------------------------------- | ------------------------------------------------------------------- | ------------------------------------------------------------------- | ------------------------------------------------------------------- |
| Parti                                                               | Parti                                                               | Candidat                                                            | Votes                                                               | %                                                                   |
|                                                                     | Démocrate                                                           | Penny Ronning                                                       | 21 983                                                              | 58,5                                                                |
|                                                                     | Démocrate                                                           | Mark Sweeney (retrait non officiel)                                 | 8586                                                                | 22,8                                                                |
|                                                                     | Démocrate                                                           | Skylar Williams                                                     | 77029                                                               | 18,7                                                                |

| Primaire Libertarienne de 2022 du 2e district congressionnel du Montana | Primaire Libertarienne de 2022 du 2e district congressionnel du Montana | Primaire Libertarienne de 2022 du 2e district congressionnel du Montana | Primaire Libertarienne de 2022 du 2e district congressionnel du Montana | Primaire Libertarienne de 2022 du 2e district congressionnel du Montana |
| ----------------------------------------------------------------------- | ----------------------------------------------------------------------- | ----------------------------------------------------------------------- | ----------------------------------------------------------------------- | ----------------------------------------------------------------------- |
| Parti                                                                   | Parti                                                                   | Candidat                                                                | Votes                                                                   | %                                                                       |
|                                                                         | Libertarien                                                             | Sam Rankin                                                              | 958                                                                     | 47,0                                                                    |
|                                                                         | Libertarien                                                             | Samuel Thomas                                                           | 554                                                                     | 27,2                                                                    |
|                                                                         | Libertarien                                                             | Roger Roots                                                             | 526                                                                     | 25,8                                                                    |

| Élection de 2022 du 2e district congressionnel du Montana | Élection de 2022 du 2e district congressionnel du Montana | Élection de 2022 du 2e district congressionnel du Montana | Élection de 2022 du 2e district congressionnel du Montana | Élection de 2022 du 2e district congressionnel du Montana |
| --------------------------------------------------------- | --------------------------------------------------------- | --------------------------------------------------------- | --------------------------------------------------------- | --------------------------------------------------------- |
| Parti                                                     | Parti                                                     | Candidat                                                  | Votes                                                     | %                                                         |
|                                                           | Républicain                                               | Matt Rosendale (sortant)                                  | 121 979                                                   | 56,6                                                      |
|                                                           | Indépendant                                               | Gary Buchanan                                             | 47 195                                                    | 21,9                                                      |
|                                                           | Démocrate                                                 | Penny Ronning                                             | 43 480                                                    | 20,2                                                      |
|                                                           | Libertarien                                               | Sam Rankin                                                | 3018                                                      | 1,4                                                       |
| Total des votes                                           | Total des votes                                           | Total des votes                                           | 215 672                                                   | 100%                                                      |
|                                                           | Les Républicains remportent (nouveau siège)               |                                                           |                                                           |                                                           |

### 2024
| Primaire Républicaine de 2024 du 2e district congressionnel du Montana | Primaire Républicaine de 2024 du 2e district congressionnel du Montana | Primaire Républicaine de 2024 du 2e district congressionnel du Montana | Primaire Républicaine de 2024 du 2e district congressionnel du Montana | Primaire Républicaine de 2024 du 2e district congressionnel du Montana |
| ---------------------------------------------------------------------- | ---------------------------------------------------------------------- | ---------------------------------------------------------------------- | ---------------------------------------------------------------------- | ---------------------------------------------------------------------- |
| Parti                                                                  | Parti                                                                  | Candidat                                                               | Votes                                                                  | %                                                                      |
|                                                                        | Républicain                                                            | Troy Downing                                                           | 36 269                                                                 | 36,1                                                                   |
|                                                                        | Républicain                                                            | Denny Rehberg                                                          | 17 182                                                                 | 17,1                                                                   |
|                                                                        | Républicain                                                            | Stacy Zinn                                                             | 13 581                                                                 | 13,5                                                                   |
|                                                                        | Républicain                                                            | Elsie Arntzen                                                          | 9468                                                                   | 9,4                                                                    |
|                                                                        | Républicain                                                            | Kenneth Bogner                                                         | 9026                                                                   | 9,0                                                                    |
|                                                                        | Républicain                                                            | Ric Holden                                                             | 7108                                                                   | 7,1                                                                    |
|                                                                        | Républicain                                                            | Joel G. Krautter                                                       | 3432                                                                   | 3,4                                                                    |
|                                                                        | Républicain                                                            | Kyle Austin                                                            | 3177                                                                   | 3,2                                                                    |
|                                                                        | Républicain                                                            | Edwards Walker                                                         | 1168                                                                   | 1,2                                                                    |

| Primaire Démocrate de 2024 du 2e district congressionnel du Montana | Primaire Démocrate de 2024 du 2e district congressionnel du Montana | Primaire Démocrate de 2024 du 2e district congressionnel du Montana | Primaire Démocrate de 2024 du 2e district congressionnel du Montana | Primaire Démocrate de 2024 du 2e district congressionnel du Montana |
| ------------------------------------------------------------------- | ------------------------------------------------------------------- | ------------------------------------------------------------------- | ------------------------------------------------------------------- | ------------------------------------------------------------------- |
| Parti                                                               | Parti                                                               | Candidat                                                            | Votes                                                               | %                                                                   |
|                                                                     | Démocrate                                                           | John B. Driscoll                                                    | 13 420                                                              | 33,3                                                                |
|                                                                     | Démocrate                                                           | Steve Held                                                          | 10 649                                                              | 26,4                                                                |
|                                                                     | Démocrate                                                           | Ming Cabrera                                                        | 8408                                                                | 20,9                                                                |
|                                                                     | Démocrate                                                           | Kevin Hamm                                                          | 7813                                                                | 19,4                                                                |

| Élection de 2024 du 2e district congressionnel du Montana | Élection de 2024 du 2e district congressionnel du Montana | Élection de 2024 du 2e district congressionnel du Montana | Élection de 2024 du 2e district congressionnel du Montana | Élection de 2024 du 2e district congressionnel du Montana |
| --------------------------------------------------------- | --------------------------------------------------------- | --------------------------------------------------------- | --------------------------------------------------------- | --------------------------------------------------------- |
| Parti                                                     | Parti                                                     | Candidat                                                  | Votes                                                     | %                                                         |
|                                                           | Républicain                                               | Troy Downing                                              | 181 832                                                   | 66,0                                                      |
|                                                           | Démocrate                                                 | John B. Driscoll                                          | 93 713                                                    | 34,0                                                      |
|                                                           | Indépendant                                               | John Metzger (write-in)                                   | TBD                                                       | TBD                                                       |
|                                                           | Démocrate                                                 | Reilly Neill (write-in)                                   | TBD                                                       | TBD                                                       |
| Total des votes                                           | Total des votes                                           | Total des votes                                           | 275 545                                                   | 100%                                                      |
|                                                           | Les Républicains conservent                               |                                                           |                                                           |                                                           |